# Primus d'Alexandrie
Primus d'Alexandrie 5e patriarche d'Alexandrie.

## Contexte
Aprimos, Abremius; nommé également Primus ou même Prime aurait été baptisé par Marc l'évangéliste, lui-même et de plus l'un des trois prêtres ordonnés par le saint apôtre comme Anianus le 2e patriarche. Selon le synaxaire copte, il accède au siège de Patriarche le 22e jour de Baounah soit le 13 juin 106 AD. Aprimos à une réputation d'ascétisme, de piété et il serait mort en paix après un patriarcat paisible. Sa mort est commémorée le 3e de Mesrah de l'année 116 AD. Toutefois selon Eusèbe de Césarée il serait mort le 27 juillet de la 5e année du principat de l'Empereur Hadrien soit 122.